# Мартін Петраш
Мартін Петраш (словац. Martin Petráš, * 2 листопада 1979, Бойніце, Тренчинський край, Словаччина) — словацький футболіст, захисник, відомий виступами за низку італійських клубних команд та національну збірну Словаччини.

## Біографія

### Клубна кар'єра
Мартін Петраш розпочав свої футбольні кроки в місцевій команді села-обци Бойніце, «окреси Пріевідза», та провів там два сезони, але заради професійного футболу перейшов до чеської команди — «ФК Яблонец», за яку провів два сезони, а згодом він підписав контракт з столичною празькою «Спартою» в якій за три сезони здобув золоті нагороди Гамбрінус ліги та заволодів Кубком Чехії з футболу.
З 2006 року почав виступи за кордоном. У шотландському «Гартс» йому не вдалося закріпитися, тому він перебрався до Італії, де виступав щосезону за кілька різних команд і лише в 2009 році йому вдалося закріпитися в «Чезені». Саме з «Чезеною» йому вдалося в 2010 році посісти 2-е місце в Серії «В» та перейти в елітну лігу Італії — Серію «А». Проте перед стартом в еліті команда суттєво підсилилася, і словакові вже не знайшлося місця у її основному складі.
Він провів ще півтора сезоні у другому італійському дивізіоні, граючи за «Гроссето», після чого по одному року відіграв за італійську же «Дельту» (Порто-Толле) та в першості Мальти за «Ла Фіоріту».

### Збірна
2000 року залучався до складу молодіжної збірної Словаччини.
Дебютував за національну команду 6 лютого 2002 року у товариському матчі проти збірної Ірану. Загалом протягом кар'єри в національній команді, яка тривала 9 років, провів у її формі 39 матчів, забивши 1 гол.
| Дата       | Місто        | Господарі          | Результат | Гості              | Турнір             | Голи | Примітки |
| ---------- | ------------ | ------------------ | --------- | ------------------ | ------------------ | ---- | -------- |
| 6-2-2002   | Тегеран      | Іран               | 2 – 3     | Словаччина         | товариський матч   | -    |          |
| 27-3-2002  | Грац         | Австрія            | 2 – 0     | Словаччина         | товариський матч   | -    |          |
| 17-4-2002  | Брюссель     | Бельгія            | 1 – 1     | Словаччина         | товариський матч   | -    |          |
| 14-5-2002  | Пряшів       | Словаччина         | 4 – 1     | Узбекистан         | товариський матч   | -    |          |
| 12-10-2002 | Братислава   | Словаччина         | 1 – 2     | Англія             | Відбір до ЧЄ 2004  | -    |          |
| 20-11-2002 | Трнава       | Словаччина         | 1 – 1     | Україна            | товариський матч   | -    |          |
| 12-2-2003  | Ларнака      | Румунія            | 2 – 1     | Словаччина         | товариський матч   | -    |          |
| 29-3-2003  | Скоп'є       | Північна Македонія | 0 – 2     | Словаччина         | Відбір до ЧЄ 2004  | 1    |          |
| 2-4-2003   | Трнава       | Словаччина         | 4 – 0     | Ліхтенштейн        | Відбір до ЧЄ 2004  | -    |          |
| 30-4-2003  | Жиліна       | Словаччина         | 2 – 2     | Греція             | товариський матч   | -    | 46'      |
| 7-6-2003   | Братислава   | Словаччина         | 0 – 1     | Туреччина          | Відбір до ЧЄ 2004  | -    |          |
| 11-6-2003  | Мідлсбро     | Англія             | 2 – 1     | Словаччина         | Відбір до ЧЄ 2004  | -    |          |
| 10-9-2003  | Жиліна       | Словаччина         | 1 – 1     | Північна Македонія | Відбір до ЧЄ 2004  | -    |          |
| 29-5-2004  | Рієка        | Хорватія           | 1 – 0     | Словаччина         | товариський матч   | -    |          |
| 8-9-2004   | Братислава   | Словаччина         | 7 – 0     | Ліхтенштейн        | Відбір до ЧС 2006  | -    | 46'      |
| 17-11-2004 | Трнава       | Словаччина         | 0 – 0     | Словенія           | товариський матч   | -    |          |
| 9-2-2005   | Ларнака      | Румунія            | 2 – 2     | Словаччина         | товариський матч   | -    |          |
| 26-3-2005  | Таллінн      | Естонія            | 1 – 2     | Словаччина         | Відбір до ЧС 2006  | -    |          |
| 30-3-2005  | Братислава   | Словаччина         | 1 – 1     | Португалія         | Відбір до ЧС 2006  | -    |          |
| 4-6-2005   | Лісабон      | Португалія         | 2 – 0     | Словаччина         | Відбір до ЧС 2006  | -    | 76'      |
| 8-6-2005   | Люксембург   | Люксембург         | 0 – 4     | Словаччина         | Відбір до ЧС 2006  | -    | 57'      |
| 3-9-2005   | Братислава   | Словаччина         | 2 – 0     | Німеччина          | товариський матч   | -    | 52'      |
| 12-11-2005 | Мадрид       | Іспанія            | 5 – 1     | Словаччина         | Відбір до ЧС 2006  | -    |          |
| 7-10-2006  | Кардіфф      | Уельс              | 1 – 5     | Словаччина         | Відбір до ЧЄ 2008  | -    |          |
| 11-10-2006 | Братислава   | Словаччина         | 1 – 4     | Німеччина          | Відбір до ЧЄ 2008  | -    | 61'      |
| 15-11-2006 | Жиліна       | Словаччина         | 3 – 1     | Болгарія           | товариський матч   | -    | 64'      |
| 20-5-2008  | Білефельд    | Словаччина         | 0 – 1     | Туреччина          | товариський матч   | -    | 90+1'    |
| 24-5-2008  | Лугано       | Швейцарія          | 2 – 0     | Словаччина         | товариський матч   | -    |          |
| 6-9-2008   | Братислава   | Словаччина         | 2 – 1     | Північна Ірландія  | Відбір до ЧС 2010  | -    |          |
| 10-9-2008  | Марибор      | Словенія           | 2 – 1     | Словаччина         | Відбір до ЧС 2010  | -    |          |
| 11-10-2008 | Серравалле   | Сан-Марино         | 1 – 3     | Словаччина         | Відбір до ЧС 2010  | -    |          |
| 15-10-2008 | Братислава   | Словаччина         | 2 – 1     | Польща             | Відбір до ЧС 2010  | -    |          |
| 10-2-2009  | Лімасол      | Словаччина         | 2 – 3     | Україна            | товариський матч   | -    | 80'      |
| 11-2-2009  | Нікосія      | Кіпр               | 3 – 2     | Словаччина         | товариський матч   | -    |          |
| 12-8-2009  | Рейк'явік    | Ісландія           | 1 – 1     | Словаччина         | товариський матч   | -    | 54'      |
| 14-10-2009 | Хожув        | Польща             | 0 – 1     | Словаччина         | Відбір до ЧС 2010  | -    |          |
| 17-11-2009 | Жиліна       | Словаччина         | 1 – 2     | Чилі               | товариський матч   | -    | 46'      |
| 3-3-2010   | Жиліна       | Словаччина         | 0 – 1     | Норвегія           | товариський матч   | -    | 84'      |
| 24-6-2010  | Йоганнесбург | Словаччина         | 3 – 2     | Італія             | ЧС 2010 - 1-й етап | -    | 90+4'    |
| Усього     |              | Матчів             | 39        |                    | Голів              | 1    |          |

## Титули і досягнення
- Чемпіон Чехії (2):

«Спарта» (Прага): 2002-2003, 2004-2005
- Володар Кубка Чехії (1):

«Спарта» (Прага): 2003-2004
- Чемпіон Литви (1):

ФБК «Каунас»: 2006
- Володар Кубка Шотландії (1):

«Гартс»: 2005-2006